# Dominic Fike
Dominic Fike (30 december 1995) is een Amerikaanse singer-songwriter.
Fike kreeg voor het eerst erkenning nadat hij verschillende populaire nummers op het platform SoundCloud had uitgebracht. Na de release van zijn debuut EP, Don't Forget About Me, Demos (2018), tekende hij bij Columbia Records. Fike's nummer "3 Nights" bereikte de top tien in meerdere landen. Later werkte hij samen met mede-Amerikaanse muzikanten Brockhampton en Halsey. Zijn debuutalbum, What Could Possibly Go Wrong, werd uitgebracht in 2020. Het album kwam in de top-50 van meerdere landen, waaronder de Verenigde Staten en Australië. Hij nam een cover op van het nummer "The Kiss of Venus" van Paul McCartney voor het album McCartney III Imagined (2021).
In 2022 werd Fike lid van de cast van het tweede seizoen van Euphoria, in zijn eerste belangrijke acteerrol, waarin hij een tiener speelt die drugs misbruikt. In 2023 bracht Fike zijn tweede studioalbum, Sunburn, uit, voorafgegaan door de singles "Dancing in the Courthouse", "Ant Pile", "Mona Lisa" (een nummer dat te horen is in de superheldenfilm Spider-Man: Across the Spider-Verse uit 2023) en "Mama's Boy".

## Vroege leven
Dominic David Fike werd geboren op 30 december 1995 in Naples, Florida. Fike werd opgevoed door zijn alleenstaande moeder en groeide op met een jongere broer, Alex, een zus, Apollonia en een oudere broer, Sean. Hij heeft Afrikaans-Amerikaanse, Filipijnse en Haïtiaanse roots. Fike ging naar Naples High School, Estero High School en Palmetto Ridge High School en studeerde af in 2014. Fike was fan van Jack Johnson, Blink-182 en Red Hot Chili Peppers. Op tienjarige leeftijd kreeg hij zijn eerste gitaar en leerde hij nummers spelen van de Red Hot Chili Peppers.
Tijdens zijn jeugd herinnerde Fike zich dat hij en zijn broers voor elkaar moesten zorgen vanwege de frequente afwezigheid van zijn ouders uit zijn leven. Gedurende zijn jeugd zat Fike's moeder vaak in en uit de gevangenis, wat ertoe leidde dat hij in verschillende huizen verbleef, waaronder die van zijn oudere broer, familieleden of vrienden van zijn ouders. Fike's jeugd was "vol avontuur", aangezien hij en zijn vrienden tijd doorbrachten in een bebost gebied in de buurt van hun wijk dat ze de "Forest of Avalon" noemden. Daar zei hij dat ze snacks aten en cannabis rookten. Hij en zijn oudere broer Sean hingen ook rond in het gastenverblijf van het huis van zijn vriend Stefan, genaamd de "Back house", waar ze freestyle raps deden.

## Carrière

### Don't Forget About Me, Demos
Fike verkreeg aanvankelijk erkenning door beats te produceren met zijn toenmalige producer, Hunter Pfeiffer (bekend als 54), wat leidde tot verschillende populaire nummers op SoundCloud. Hij bracht de EP Don't Forget About Me, Demos uit op 22-jarige leeftijd in oktober 2018 als een getekende artiest, die werd opgenomen terwijl hij onder huisarrest stond voor de mishandeling van een politieagent. Later moest hij tijd uitzitten in de Collier County Jail omdat hij dat huisarrest had overtreden. De EP trok de aandacht van verschillende platenlabels en veroorzaakte een biedingsoorlog. Gedurende deze tijd werden al Fike's onafhankelijk uitgebrachte muziek vóór de EP verwijderd van streamingdiensten. Na in april 2018 te zijn vrijgelaten, tekende hij in augustus bij Columbia voor naar verluidt $4 miljoen. Fike zei dat de uiteindelijke beslissing om bij een platenlabel te tekenen was om de advocatenkosten van zijn moeder te betalen, die destijds met drugsgerelateerde aanklachten te maken had.
De EP werd uitgebracht door Columbia op 16 oktober 2018. "3 Nights" werd datzelfde jaar als single uitgebracht. De single trok brede aandacht en bereikte de top tien van de hitlijsten in Australië, Ierland en het Verenigd Koninkrijk. Het kreeg lof vanwege het akoestische gitaargeluid dat werd vergeleken met de muziek van Jack Johnson. Het nummer werd regelmatig gedraaid op verschillende radiostations en Spotify-afspeellijsten en ontving positieve recensies van bronnen zoals Rolling Stone, Pitchfork en Billboard. Met betrekking tot de EP beschreef Billboard Fike als een "genre-meshing" artiest en noemde hem later een opkomend talent om in de gaten te houden, waarbij "3 Nights" een "Motown-getint doorbraaknummer" werd genoemd dat "trend bestendig en onweerstaanbaar" is. Op 4 april 2019 werd er een muziekvideo voor de single uitgebracht op Fike's YouTube-kanaal.

#### Rain or Shine Tour
Fike kondigde op 9 juli 2019 aan dat hij later dat jaar op tournee zou gaan met de naam Rain or Shine. Het Noord-Amerikaanse deel van de tour begon op 31 augustus in Philadelphia en eindigde op 3 oktober in Los Angeles. De setlist van zijn tour was zeer gevarieerd met liedjes van zijn EP, maar ook een aantal singels in samenwerking met andere artiesten. In september 2019 kondigde hij aan dat hij een kledingcollectie zou lanceren in samenwerking met Marc Jacobs. Op de vijfde dag van die maand voerde hij een nummer op dat destijds niet was uitgebracht, "Chicken Tenders", tijdens een concert in Chicago tijdens zijn Rain or Shine-tour.

### What Could Possibly Go Wrong
In januari 2019 onthulde Fike dat hij bezig was met een album. Op 4 april 2019 plaatste Brockhampton een video op hun YouTube-kanaal getiteld "This Is Dominic Fike" waarin zijn single "3 Nights" te horen was. Vanaf april 2019 werden er meerdere samenwerkingen met Kevin Abstract van Brockhampton gepost. Met hun grootste hit genaamd "Peach" van Kevin Abstract's album Arizona Baby, dat meer dan 4 miljoen keer werd bekeken. Op 7 juni 2019 bracht hij twee singles uit, "Açaí Bowl" en "Rollerblades". Hierop volgde nog een single, "Phone Numbers," geproduceerd door Kenny Beats, op 4 juli 2019. De muziekvideo voor dit nummer werd uitgebracht op 15 oktober 2019. Op 17 januari 2020 bracht Fike een samenwerking uit met Halsey getiteld "Dominic's Interlude" van het derde studioalbum van laatstgenoemde, Manic. 
Op 26 juni 2020 werd "Chicken Tenders", de eerste single van zijn toen nog niet genoemde debuut studioalbum, uitgebracht. Op 9 juli bracht hij de single "Politics & Violence" uit en kondigde aan dat zijn debuut studioalbum 'What Could Possibly Go Wrong' zou heten en op 31 juli zou worden uitgebracht. Op 7 augustus 2020 was Fike het onderwerp van de tweede aflevering van The New York Times Presents. In september 2020 was Fike headliner voor de Fortnite concert serie. Op 19 maart 2021 werd Fike uitgebracht op Justin Biebers nummer getiteld "Die for You" van het zesde studioalbum van laatstgenoemde, Justice. 

#### Out of order tour
Fike kondigde op 25 september 2022 aan dat hij later dat jaar in de herfst op tour zou gaan met de naam Out of Order. De Noord-Amerikaanse tour begon op 6 november in Seattle, WA en eindigde op 16 december in Tempe, AZ. De setlist van zijn tour was een variatie tussen liedje van zijn EP en nieuwe debuutalbum. Totdat hij op zijn eerste tour dag besloot om twee liedjes te performen die nog niet uitgebracht waren. De twee liedjes waren ‘think fast’ en ‘frisky’ van zijn nieuwste album Sunburn die een paar maanden daarna zou uitkomen. 

### Sunburn
In april 2023 trad Fike voor het eerst op op het festival Coachella. Op 7 april 2023 verwijderde Fike alle berichten van zijn Instagram-account en plaatste de eerste teaser van de aankomende single "Dancing in the Courthouse", die later op 14 april 2023 werd uitgebracht. Op 18 mei 2023 kondigde hij eindelijk zijn tweede studioalbum "Sunburn" aan, dat toen 15 tracks zou bevatten. Op 27 mei 2023 werd de tweede single "Ant Pile" uitgebracht. Op 2 juni 2023 bracht Fike de single "Mona Lisa" uit, op dezelfde dag dat de Amerikaanse platen producent Metro Boomin zijn eerste soundtrack album uitbracht, voor de film Spider-Man: Across the Spider-Verse. Het nummer stond oorspronkelijk op de deluxe editie van het soundtrack album, dat drie dagen na de film en de standaardeditie werd uitgebracht, maar het nummer werd later verwijderd en in plaats daarvan toegevoegd aan sommige versies van Sunburn.

#### Don't Stare At The Sun Tour
Op 30 mei 2023 kondigde Fike de "Don't Stare At The Sun" Noord-Amerika-tour aan, dit deelde hij onder andere op zijn Instagram-account. Fike heeft voor een gevarieerde setlist gekozen waarin een mix van zijn nieuwste album en zijn vorige werk uit zijn EP en debuut album te zien is. Daarnaast heeft hij ook het liedje 'The Kiss of Venus' die hij samen met Paul McCartney had gemaakt voor het 2021 album 'McCartney III Imagined' gekozen voor zijn setlist.  Deze tour is 13 juli 2023 gestart in Indianapolis, IN en is geëindigd op 30 augustus 2023 in Louisville, KY. Op 12 juli 2023 kondigde Fike onder andere op zijn Instagram aan dat hij er een wereldtour van ging maken en zou vervolgen in Europa en het Verenigd Koninkrijk. De wereldtour ging verder op 19 september 2023 en startte in Glasgow. Hij eindigde in 2023 zijn tour op 12 oktober in Parijs, Frankrijk. Hij vertelde echter wel in zijn Instagrampost dat hij in 2024 zijn wereldtour zal vervolgen in nieuwe continenten, Australië en Nieuw-Zeeland.
De vierde en laatste single, "Mama's Boy", werd uitgebracht op 23 juni 2023, samen met de volledige nieuwe tracklist voor het album. Fike's tweede studioalbum, Sunburn, werd uitgebracht op 7 juli 2023, via Columbia, met 15 tracks.

## Filmografie
Naast zijn muziek heeft Fike in de laatste jaren van zijn carrière een aantal rollen gehad voor films, televisie en kleine projecten. Hij heeft een naam gemaakt voor zichzelf buiten zijn muziek om.

### Films
Fike vertelde in een interview met The Hollywood Reporter hoe hij zijn rol heeft gekregen in zijn nieuwste film Little Death uit 2024. Fike had in het verleden al gewerkt met regisseur Jack Begert die de videoclips van zijn muziek heeft geregisseerd. Door hun fijne verleden koos Fike ervoor om zich bij de cast van deze film te voegen, zo vertelde hij dat Begert altijd goed is omgegaan met hem in het verleden en zei hij de volgende quote "Hij is nooit te opdringerig. Het is altijd voor het grotere goed, en ik begrijp dat altijd. Hij weet gewoon wat hij wil, wat fijn is."
| Jaar | Titel        | Rol   | Regisseur    |
| ---- | ------------ | ----- | ------------ |
| 2023 | Earth Mama   | Miles | Savanah Leaf |
| 2024 | Little Death | AJ    | Jack Begert  |

### Televisie
In augustus 2021 werd aangekondigd dat Fike zich had aangesloten bij de cast van de HBO-jeugddrama Euphoria voor het tweede seizoen. In 2023 onthulde Fike dat hij bijna uit de cast van de show was verwijderd als gevolg van zijn frequente drugsgebruik tijdens de productie. Zo vertelde hij ook in een artikel van GQ dat hij voor zijn rol van Elliot in Euphoria, nog nooit eerder had geacteerd. Hij deelde ook zijn ervaring over zijn auditie voor Elliot, toen hij het een goed idee vond om paddo's te nemen voor zijn auditie. Hij dacht dat dit zou kunnen helpen omdat de rol van Elliot gaat over een jongen die verslaafd is aan drugs en Fike dit dus zag als 'methodacting'. Toch is het hem gelukt om de rol van Elliott te krijgen
| Jaar         | Titel                       | Rol      | Notitie                     |
| ------------ | --------------------------- | -------- | --------------------------- |
| 2020         | The New York Times Presents | Zichzelf | Documentaire serie          |
| 2022–present | Euphoria                    | Elliot   | Hoofdrol (season 2–present) |

### Shorts en Muziekvideo's
| Jaar | Titel                              | Rol      | Notitie     |
| ---- | ---------------------------------- | -------- | ----------- |
| 2020 | Anderson .Paak: Lockdown           | Zichzelf | Muziekvideo |
| 2021 | Brockhampton Presents: Count on Me | Zichzelf | Video Short |
| 2022 | Christmas special Vol. 1           | Zickzelf | Video Short |

## Soundtracks
Fike zijn muziek is in de laatste jaren een aantal keer voorgekomen in films en videogames. Door zijn groei in populariteit, heeft hij de mogelijkheid gekregen om liedjes te schrijven speciaal voor een film of TV show.

### Films/TV shows
In de laatste jaren van zijn carrière heeft Fike de mogelijkheid gekregen om een soundtrack te schrijven voor een van de grootste films van 2023, Barbie. Voor deze film heeft hij het liedje 'Hey Blondie' geschreven dat uiteindelijk niet in de film is gebruikt maar wel op het officiële Barbie-album. Er is ook 'Mona Lisa' van Fike zijn nieuwste album te horen in de animatiefilm Spider-Man: Across the Spider-Verse. In de tijd dat Fike met Euphoria meedeed, heeft hij de kans gekregen om een liedje te schrijven voor zijn karakter Elliot, genaamd 'Elliot's song' waarin hij in de serie zingt voor Rue die door co-star Zendaya gespeeld wordt. In de film Anyone but You komen er twee liedjes van Dominic Fike terug, namelijk 'Photo ID' dat hij samen met Remi Wolf had gemaakt en het liedje 'Sick' dat ook op het nieuwste album van Fike staat.
| Jaar | Film/TV show                        | Soundtrack    |
| ---- | ----------------------------------- | ------------- |
| 2021 | Peter Rabbit 2: The Runaway         | 3 Nights      |
| 2021 | Magnum P.I                          | 3 Nights      |
| 2022 | Euphoria                            | Elliot's song |
| 2023 | Spider-Man: Across the Spider-Verse | Mona Lisa     |
| 2023 | Barbie                              | Hey Blondie   |
| 2023 | Anyone but You                      | Photo ID      |
| 2023 | Anyone but You                      | Sick          |

### Videogames
Ook komt Fike voor in twee populaire games. In september 2020 was Fike headliner voor de Fortnite concert serie. Daarnaast kwam zijn single 'Phone Numbers', die hij samen met artiest Kenny Beats had gemaakt, voor in FIFA 20.
| Jaar | Videogame | Muziek        |
| ---- | --------- | ------------- |
| 2020 | Fortnite  | Concert       |
| 2020 | FIFA 20   | Phone Numbers |

## Awards en Nominaties
Fike is tijdens zijn carrière een aantal keer genomineerd voor een award. Voor zijn muziek is Fike genomineerd voor drie awards, 1 van die awards was essential new artist van 2020, hierbij is hij uitgekozen als 1 van de 100 beste nieuwe artiesten van het jaar. Zijn tweede nominatie was voor de iHeartRadio Music Award voor Best New 'Rock/Alternative Rock Artist' van het jaar 2020. Als laatste is  hij ook genomineerd voor 'beste album van het jaar' waarin hij een feature was op het album Justice van Justin Bieber.
Voor zijn rol als Elliot in de Hit televisieshow Euphoria, heeft Fike ook twee nominaties gekregen. Tijdens de MTV Movie & TV Awards in 2022 is hij genomineerd voor de Movie Award For Best Kiss. Hij kreeg deze nominatie gebaseerd op een kus scène die hij deelde met co-star Hunter Schafer in seizoen 2 van Euphoria. Hij heeft ook een liedje geschreven voor de TV show genaamd 'Elliot's song', waar hij ook een nominatie voor heeft gekregen.
| Jaar | Organisatie             | Award                                 | Werk                           | Resultaat   |
| ---- | ----------------------- | ------------------------------------- | ------------------------------ | ----------- |
| 2020 | NME                     | Essential New Artists for 2020        | Eigen werk                     | Inbegrepen  |
| 2020 | iHeartRadio Music Award | Best New Rock/Alternative Rock Artist | Eigen werk                     | Genomineerd |
| 2022 | Grammy Awards           | Album of the Year                     | Justice (als featured artiest) | Genomineerd |
|      |                         |                                       |                                |             |
| 2022 | MTV Movie & TV Awards   | Best Song                             | Euphoria                       | Genomineerd |
| 2022 | MTV Movie & TV Awards   | Best Kiss (Met Hunter Schafer)        | Euphoria                       | Genomineerd |